# Brunettia tricorniculata
Brunettia tricorniculata är en tvåvingeart som beskrevs av Duckhouse 1991. Brunettia tricorniculata ingår i släktet Brunettia och familjen fjärilsmyggor. Inga underarter finns listade i Catalogue of Life.